# クラリッサ
『クラリッサ』（the History of a Young Lady）は、サミュエル・リチャードソンによって書かれ、1748年に出版された書簡体小説。常に家族からの妨害を受けながらも美徳を追求しようとするヒロインの悲劇を描いている。一般にリチャードソンの傑作とされており、英語で書かれた最も長い長編小説の一つ。

## ストーリー
基本的に書簡体の小説であり、全て登場人物の手紙のやりとりによって展開する。悲劇のヒロイン、クラリッサ・ハーローは美しく高貴な若い貴婦人である。彼女の家族はつい最近、裕福になり、貴族の仲間入りをしようと望んでいた。彼らは当初、ハーロー家の富と土地をクラリッサの兄であるジェームズ・ハーローに集中させようとしていた。彼の持つ富と権力は貴族の爵位の獲得に十分値するものであった。クラリッサの祖父が亡くなり、彼女にはかなりの額の財産が残された。彼女は伯爵の相続人ロバート・ラヴレースと結婚をすれば、伯爵領を相続することでさらなる貴族社会への道を進むことができるようになった。ジェームズの返答はラヴレースに決闘を申し込むものだった。ラヴレースは後に家族の敵となる。ジェームズはクラリッサにロジャー・ソームズとの結婚も提案していた。彼は、ジェームズとの財産の交易に積極的で、ジェームズの財産を集めて、ジェームズをロード・ハーローにしようとしていた。このため、ハーロー家はクラリッサとロジャーとの結婚に賛成し、クラリッサは半ば強引にロジャーと結婚させられそうになってしまうのだが、クラリッサはソームズの粗野っぷりに不快感を示してしまうのであった。
クラリッサは自由になるため、ラヴレースと連絡を取るようになった。そこで、ラヴレースは家族がクラリッサの結婚を推し進めている最中に、クラリッサをだまして自分と駆け落ちするように仕向けた。ハーロー家の使者であるジョセフ・レイマンはクラリッサとラヴレースの逃亡を察して家族に大声で知らせたが、すでに彼らは逃げ出そうとしているところであった。起こりうる余波におびえながら、クラリッサはなんとか、ラヴレースとの逃亡に成功した。しかし、クラリッサを待っていたのは数か月に及ぶラヴレースによる監禁生活であった。クラリッサはラヴレースによって高貴な女性に変装させられた女性のいる多数の泊まり場所、さらには売春宿にさえ押し込められたのだ。クラリッサはラヴレースの求婚を幾度も拒否し、一人で平和に生きていこうと願ってラヴレースから逃げ出そうとした。しかし、ラヴレースにそれを発見されてしまい、クラリッサは彼にうまく言いくるめられ売春宿に引き戻されてしまう。

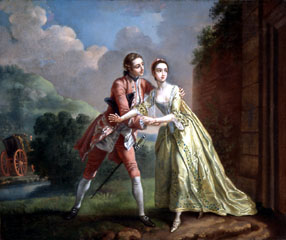
クラリッサ・ハーローを誘拐する悪党ロバート・ラヴレース

ラヴレースはハーロー家の彼に対する仕打ちを恨んで、クラリッサと結婚し彼女の体と精神を我が物としようとした。ラヴレースはクラリッサが純潔を失うことによって、彼女を自分と結婚させられるに違いないと信じ込んでいたのだ。しかし、ラヴレースはクラリッサに魅了されていくにつれ、純潔の美徳を備えた女性が存在しないと信じるのは難しいことに気づき始めた。ついに、ラヴレースは内に秘めた焦燥と、クラリッサへの膨れ上がった情熱が結びついて思い切った行動に移った。彼女を薬で眠らせ強姦するにまで至ってしまったのだ。売春宿のシンクレア夫人とほかの売春婦らもラヴレースがクラリッサの強姦を手伝ったようであった。このため、クラリッサはラヴレースとの結婚を余儀なくされたはずだった。しかし、ラヴレースの意に反して、クラリッサはより一層、頑に下劣で堕落したラヴレースのような男との結婚を嫌がるようになった。クラリッサは再び売春宿からの脱走を試みるが、またしてもラヴレースに見つかり騙され売春宿に引き戻されてしまう。彼女は2回の逃亡により未払いの経費を支払ってもらうため、数日間投獄されてしまうことになってしまうが、解放され、商人とその妻とともに聖域を見つけた。ラヴレースはその後も彼の家族や彼の親友であり放蕩者であるジョン・ベルフォードの手伝いのもとクラリッサに求婚し続けたが、クラリッサは同意する決心をすることはなかった。クラリッサはラヴレースの幾度もの求愛に不断の恐怖を覚え、精神が疲弊し重病を患ってしまう。
クラリッサの病状は次第に悪化していった。彼女はベルフォードと友達になり、彼に自分の意思を遺言として残すことにした。クラリッサは自らに迫る死を受け入れ、自らの周囲を整理しだした。ベルフォードはクラリッサが死を淡々と受けいれる様に驚き、ラヴレースからの仕打ちを悲しんだ。ベルフォードはラヴレースに何通も手紙を出した。そのひとつには、「もし、神聖なるクラリッサが私に、ラヴレース、貴様の首を絞めろと望むのならば、私はそれを厭わない。」と書いた。ついに、クラリッサは彼女自身の純潔の美徳と死後のよりよい世界への期待に満たされた意識の中で、いとこのモーデン大佐と多くの人々に囲まれながら死を迎えた。ベルフォードは彼女の意思通り彼女の物品と財産が彼女の望む人のもとに渡ったことをしっかり見届けた。
ラヴレースはヨーロッパへと旅立ったが、その後も友達のベルフォードと連絡を取り合っていた。そこで、ラヴレースはモーデン大佐がラヴレースを探し出して、クラリッサの代わりに決闘を申し込むことをほのめかしていることを知った。ラヴレースはモーデン大佐の脅しに屈するまいと彼と会い決闘を受けることにした。決闘はドイツのミュンヘンで行われた。その結果、モーデン大佐はわずかな傷で済んだのに対し、ラヴレースは大けがを負い翌日に死亡した。彼は死ぬ前に「この罪を償おう！」と言ったという。
クラリッサの家族はようやく、自分たちの過ちが彼女を追い詰めていたことを悟った。しかし、時はすでに遅くクラリッサはすでにこの世にはいなかった。この物語はそれぞれの登場人物のその後の運命を語って終わる。

## 登場人物
- クラリッサ・ハーロー
主人公。
- ジェームズ・ハーロー
クラリッサの父親。
- ハーロー夫人
クラリッサの母親。
- ジェームス・ハーロー
クラリッサの兄弟、ラヴレースの敵。
- アラベラ・ハーロー
クラリッサの姉。
- ジョン・ハーロー
ジェームズの兄。
- アントニー・ハーロー
ジェームズの弟。
- ロジャー・ソームズ
クラリッサの親が彼女を結婚させようとした裕福な男。
- ハーヴィー夫人
シャーロットの母親。
- ドリー・ハーヴィー
ハーヴェイ夫人の娘。
- ノートン夫人
クラリッサの乳母、不幸な寡婦。
- モーデン大佐
運命の男。ハーロー家と深いかかわりがある。
- ハウ嬢
クラリッサの親友。仲間。
- ハウ夫人
ハウ嬢の母親。
- チャールズ・ヒックマン
ハウ夫人に求婚する。
- リーウェン師
クラリッサの教育役の一人。教育に熱心。強い信仰心を持つ神学者。
- H医師
医者。
- イライアス・ブランド
若い聖職者。
- ロバート・ラヴレース
クラリッサを追い掛け回す悪党。
- ジョン・ベルフォード
ラヴレースの親友。
- ロード・M
ラヴレースの叔父。
- サラ・サドラー
ロード・Mの異母姉。寡婦。名誉と幸運に恵まれた婦人。
- ベティ・ローレンス
ロード・Mの異母姉。寡婦。名誉と幸運に恵まれた婦人。
- キャロット嬢
ロード・Mの姪。少女。
- パティー・モンタギュー
ロード・Mの姪。少女。
- リチャード・モーブレー
放蕩者。紳士。ラヴレースの友人。
- トマス・ドールマン
放蕩者。紳士。ラヴレースの友人。
- ジェームス・ターヴィル
放蕩者。紳士。ラヴレースの友人。
- トマス・ベルトン
放蕩者。紳士。ラヴレースの友人。
- トムリンソン船長
ラヴレースの悪事の取りもちをしていたと想定されている男。
- ムーア婦人
寡婦。ハムステッドの住宅に住んでいる。
- ローリンズ嬢
ハムステッドに住む若い上流婦人。
- ベヴィス夫人
ハムステッドに住む元気な寡婦。
- シンクレア夫人
ロンドンにある秘密の売春宿の経営者の偽名。
- サリー・マーティン
シンクレア夫人のお手伝い役であり共同経営者。
- ポリー・ホートン
シンクレア夫人のお手伝い役であり共同経営者。
- ジョセフ・ルマン
召使。
- ウィリアム・サマーズ
召使。
- ハンナ・バートン
召使。
- ベティー・バーンズ
召使。
- ドーカス・ワイクス
召使。

## ラジオ、テレビ放送
イギリスのBBCは1991年、この小説を原作としてショーン・ビーン、サスキア・ウィッカムを主演とする連続テレビドラマを放送した。また、BBC radio 4にて2010年の3月から4月にかけて、この小説を原作としてリチャード・アーミティッジ、ゾーイ・ウェイトを主演とするラジオドラマを放送した。